# کری پرستون
کری پرستون (انگلیسی: Carrie Preston؛ زادهٔ ۲۱ ژوئن ۱۹۶۷) بازیگر اهل ایالات متحده آمریکا است. وی از سال ۱۹۹۵ میلادی تاکنون مشغول فعالیت بوده‌است.
از فیلم‌ها یا برنامه‌های تلویزیونی که وی در آن نقش داشته‌است، می‌توان به کشمکش خوب، برای ثروتمند یا فقیر، ویکی کریستینا بارسلونا، طلوع مرکوری، ترنس‌آمریکا، عروسی بهترین دوست من، دورویی، تا استخوان، گوئین‌اور، آن‌ها/آن‌ها، اعجوبه فضایی، زن تحت تعقیب و لچک به سر اشاره کرد. همچنین او در مجموعه تلویزیونی مظنون نیز در نقش همسر هارولد فینچ به ایفای نقش پرداخته‌است.